# Berger finnois de Laponie
Ne doit pas être confondu avec le chien finnois de Laponie.
Le berger finnois de Laponie (Lapinporokoira) est une race de chien originaire de Finlande. Il s'agit d'un chien de berger de rennes, de type spitz à la robe noire. D'abord confondue avec le chien finnois de Laponie, la race a été reconnue à part entière en 1996.

## Histoire
Les Samis emploient traditionnellement des chiens de même type que le berger finnois de Laponie pour garder les rennes. La race s'est adaptée au climat rigoureux de l'Arctique. La race est enregistrée au livre des origines depuis les années 1950 sous le même standard que le chien finnois de Laponie. Le berger finnois de Laponie a été reconnu en tant que race indépendante le 10 décembre 1996.

## Standard
Le berger finnois de Laponie est un chien de berger de type spitz de taille moyenne à l'ossature et à la musculature vigoureuses. La longueur du corps dépasse nettement la hauteur au garrot. Bien que fortement musclé, il ne doit pas donner une impression de lourdeur. La queue est de longueur moyenne, attachée bas et abondamment pourvue de poil. Elle est portée pendante au repos et recourbée en action sans être portée plus haut que la ligne du dos. Au travail, la queue peut exécuter un mouvement rotatoire.
La tête est de forme allongée, le museau est légèrement plus court que le crâne. Les yeux, bien écartés et de forme ovale, sont de préférence de couleur foncée, cependant ils s’harmonisent avec la couleur de la robe. Les oreilles sont dressées, de longueur moyenne, plutôt bien écartées, assez larges à leur attache. 
Le poil de couverture est de longueur moyenne ou long, droit, plutôt dressé et raide. Le sous-poil est fin et serré de couleur noire, grisâtre ou brunâtre. Le poil est souvent plus abondant et plus long sur le cou, au poitrail et à la face postérieure des cuisses. La couleur acceptée est le noir dans ses différentes nuances, même grisâtre ou brun foncé, avec des marques d’une nuance plus claire en tête, sur les parties inférieures du corps et aux membres. Les marques blanches sont admises au cou, au poitrail et aux pieds. 

## Son caractère
Le standard FCI décrit le berger finnois de Laponie comme un chien obéissant, calme, amical, énergique et zélé. 

## Utilité

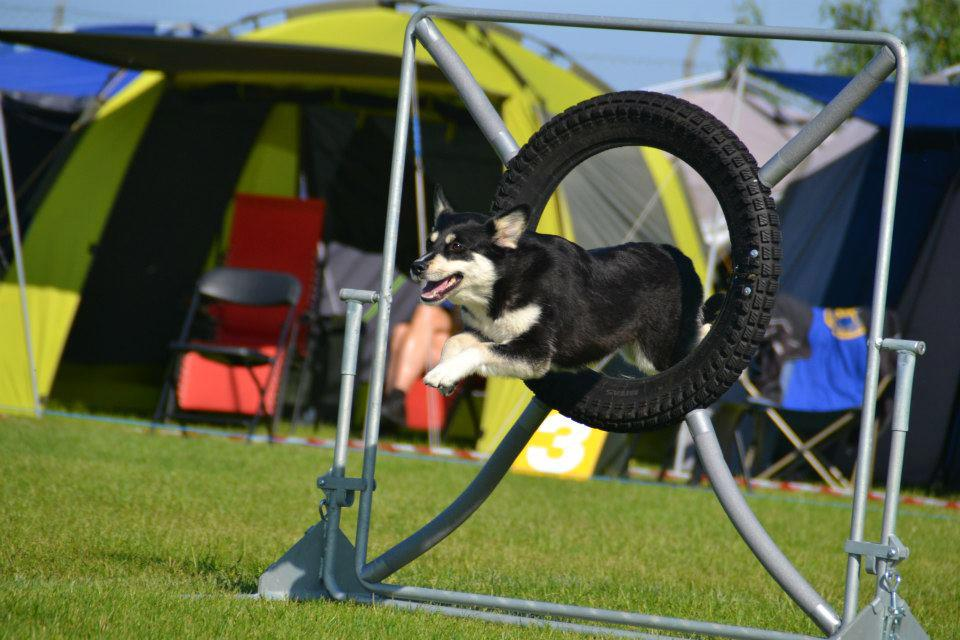
Berger finnois de Laponie sur un parcours d'agility.

Le berger finnois de Laponie est un chien de berger utilisé pour le gardiennage de rennes. Au travail, il aboie facilement. 